# Fusillade de Monterey Park
La fusillade de Monterey Park est une fusillade de masse qui survient le 21 janvier 2023 à Monterey Park, en Californie, aux États-Unis. 
Dix personnes sont tuées et dix autres blessées. La fusillade se produit après la célébration du Nouvel An lunaire dans un studio de danse de salon près du bloc 100 de West Garvey Avenue et de l'intersection de Garfield Avenue, vers 22 h 22, heure normale du Pacifique (UTC-8). 
Le tueur, Huu Can Tran, originaire de Chine, se suicide peu après la fusillade.

## Contexte
Monterey Park, en Californie, est située à environ 11 km à l'est du centre-ville de Los Angeles et compte une population majoritairement asiatique américaine (65 %). Elle est la première ville des États-Unis continentaux dont la population est majoritairement d'origine asiatique. Des dizaines de milliers de personnes s'étaient rassemblées ce jour-là, le réveillon du Nouvel An lunaire, pour le début du festival de deux jours, l'une des plus grandes célébrations du sud de la Californie pour les vacances.

## Fusillade
Des coups de feu ont été signalés au Star Ballroom Dance Studio, un studio de danse de salon appartenant à des Chinois près du pâté de maisons 100 de West Garvey Avenue et de l'intersection de Garfield Avenue à 22 h 22. Le tireur a fui les lieux. La police locale a trouvé « des individus sortant de l'endroit » à leur arrivée. Dix personnes ont été transportées dans des hôpitaux locaux. La police n'a pas précisé quel type d'arme a été utilisé, mais selon un journaliste, le tireur a utilisé un « fusil d'assaut de grande puissance ». Robert Luna (en), le shérif du comté de Los Angeles, a décrit le tireur comme un « homme asiatique » âgé de 30 à 50 ans. Cependant, les forces de l'ordre ont « obtenu différentes descriptions d'un suspect ». Celui-ci, identifié comme étant Huu Can Tran, a été rapidement retrouvé à bord de son véhicule, un Chevrolet Express de 1999, suicidé par arme à feu,.

## Enquête
Le président Joe Biden a chargé le Federal Bureau of Investigation (FBI) de fournir un soutien total aux autorités locales. Le maire de Los Angeles, Karen Bass, a qualifié la fusillade d'« absolument dévastatrice » et le gouverneur de Californie, Gavin Newsom, a déclaré qu'il « surveillait la situation de près ». On pensait qu'une deuxième fusillade possible au Lai Lai Ballroom and Studio sur le bloc 120 de South Garfield Avenue à Alhambra s'était produite. En revanche, cela a été plus tard réfuté,.

## Réactions
Le deuxième jour du festival a été annulé par « respect pour les victimes », selon les autorités. Le procureur général du New Jersey, Matt Platkin (en), a déclaré qu'il se coordonnait avec les forces de l'ordre pour améliorer la sécurité lors des célébrations du Nouvel An lunaire.